# Johan Daisne

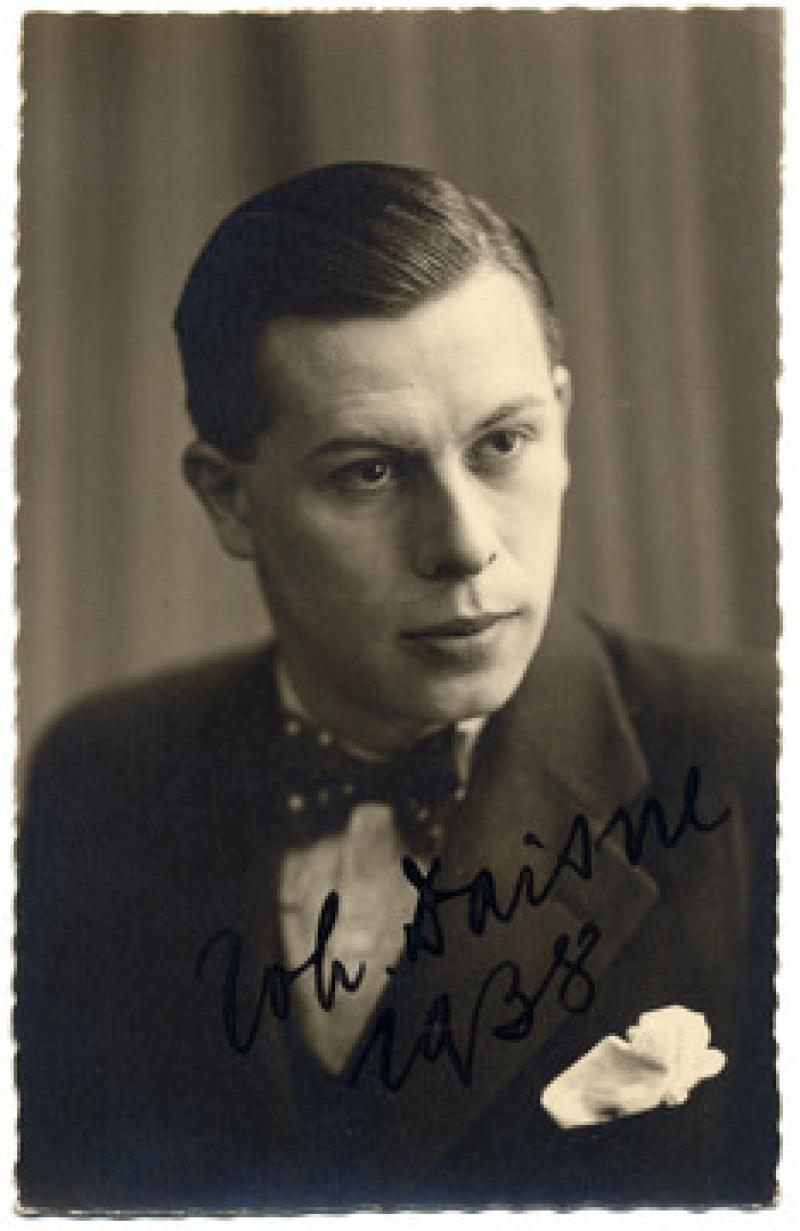
Johan Daisne (1938)

Johan Daisne (właściwie Herman Thiery, ur. 2 września 1912, zm. 9 sierpnia 1978) – belgijski pisarz.
Daisne tworzył w języku niderlandzkim. Pisał powieści utrzymane w poetyce nazwanej przez siebie "magicznym realizmem", u podstaw którego leży świadomość świata podzielonego (według Platona i Massimo Bontempelliego), lecz też możliwość odtworzenia pierwotnej jego jedności dzięki doznaniom estetycznym (De trap van steen en wolken, schody z kamienia i obłoków z 1942, Człowiek z ogoloną głową z 1947, ekranizacja w 1965). Opracował także dwutomowy leksykon filmowych adaptacji utworów literatury światowej w 4 językach (1971–1975, suplement 1978). Pisał również poezje.